# Вердер (футбольный клуб)
«Ве́рдер» (нем. Sportverein Werder Bremen) — немецкий футбольный клуб из города Бремен, основанный в 1899 году. Один из самых титулованных клубов страны, 4-кратный чемпион Германии, 6-кратный обладатель Кубка Германии. Цвета клуба — зелёно-белые. Девиз — «lebenslang grün-weiß» (с нем. — «навсегда зелёно-белый»).

## История

### XX век
Клуб «Вердер» был основан 4 февраля 1899 года. После многочисленных региональных успехов и завоеваний кубка, его первый национальный успех пришёл с победой в Кубке Германии в 1961 году. Когда в 1963 году была создана Бундеслига, «Вердер» стал чемпионом её второго сезона в 1965 году.
Клуб покинул Бундеслигу в 1980 году на один сезон и вернулся туда со своим новым тренером Отто Рехагелем для новых побед: второе место в 1983 и 1986 годах и ещё одно звание чемпиона в 1988 году. В том же сезоне 1987/88 «Вердер» дошёл до полуфинала Кубка УЕФА. При этом бременцы едва не вылетели уже во втором раунде: в Москве они уступили «Спартаку» под руководством Константина Бескова со счётом 1:4, однако затем сумели выиграть дома 4:1 и перевести матч в дополнительное время, где забили два мяча против одного гола «Спартака». Затем бременцы прошли тбилисское «Динамо» и итальянскую «Верону». В полуфинале «Вердер» встретился с «Байером» из Леверкузена, в двух матчах был забит только один мяч — он был на счету защитника «Байера» Алоиса Райнхардта.
В Кубке Германии «Вердер» выходил в финал в 1989 и 1990 годах, но в первом случае был разгромлен дортмундской «Боруссией» (1:4), а через год проиграл «Кайзерслаутерну» (2:3). Наконец, третий подряд финал в 1991 году стал победным: в серии пенальти был обыгран «Кёльн», решающий пенальти реализовал Ули Боровка. Благодаря этому успеху «Вердер» получил право выступить в Кубке кубков УЕФА 1991/92. В первом раунде «Вердер» разгромил румынский «Бакэу» с общим счётом 11:0, затем были обыграны венгерский «Ференцварош» (3:2 дома и 1:0 в гостях) и турецкий «Галатасарай» (2:1 дома и 0:0 в гостях). В полуфинале «Вердер» проиграл первый матч на выезде «Брюгге» (0:1), но дома выиграл 2:0 благодаря голам Марко Боде и опытного Манфреда Боккенфельда. В финале в Лиссабоне победу над «Монако», которым тогда руководил Арсен Венгер, «Вердеру» принесли голы 35-летнего ветерана, чемпиона Европы 1980 года Клауса Аллофса и новозеландца Уинтона Руфера. В Суперкубке УЕФА Вердер уступил «Барселоне» (1:1 дома и 1:2 на выезде).
В 1993 году «Вердер» стал чемпионом в третий раз. Ключевыми стали две победы над «Баварией» (4:1 дома и 3:1 в гостях), которая в итоге отстала на одно очко. За весь сезон «Вердер» ни разу не проиграл дома, пропустив всего 5 мячей в 17 матчах. Уинтон Руфер с 17 голами стал третьим бомбардиром чемпионата. В Лиге чемпионов 1993/94 «Вердер» вышел в групповой этап, в котором тогда играли всего 8 клубов. На этой стадии бременцы дважды обыграли «Андерлехт» (5:3 и 2:1), но в 4 матчах с «Миланом» и «Порту» набрали только одно очко и заняли третье место в группе, не попав в полуфинал. Домашний матч против «Андерлехта» стал одним из самых ярких в истории команды: к 66-й минуте матча «Вердер» уступал 0:3, но затем забил 5 мячей подряд и победил. Уинтон Руфер стал лучшим бомбардиром Лиги чемпионов, разделив это звание с Рональдом Куманом из «Барселоны» (по 8 голов). 
В 1994 году команда вновь выиграла Кубок Германии. При этом путь до финала был очень сложным: во втором раунде «Штутгартер Киккерс» был обыграны только в дополнительное время, в третьем раунде «Киккерс Оффенбах» были пройдены в серии пенальти, как и затем «Кайзерслаутерн» в 1/4 финала. В полуфинале «Вердер» обыграл дрезденское «Динамо» со счётом 2:0, а в финале победил «Рот-Вайсс Эссен» со счётом 3:1. При этом в Бундеслиге после прошлогоднего триумфа «Вердер», на который выпала большая нагрузка в Кубке Германии и Лиге чемпионов, выступил неудачно — только 8-е место.
В 1995 году Рехагель ушёл из команды, чтобы тренировать «Баварию» (Мюнхен), и это привело к кризису, который был разрешён только в 1999 году с приходом нового тренера Томаса Шаафа. «Вердер» выиграл у «Баварии» в финале Кубка. В последующие годы клуб закрепился в верхней половине таблицы лиги.

### XXI век
В 2004 году, спустя пять лет, «Вердер» завоевал свой 4-й титул чемпиона при Томасе Шаафе. Команда вырвалась на 9 очков вперёд и имела две игры в запасе перед выездной игрой с вечным соперником — «Баварией». «Вердер» победил 3:1 и стал чемпионом. Чуть позже «Вердер» победил команду из Второй Бундеслиги «Алеманию» Аахен 3:2 в финале Кубка Германии. Это был 5-й кубок в истории клуба. В итоге, в 2004 году был сделан золотой дубль (его добивались только четыре команды в Германии).

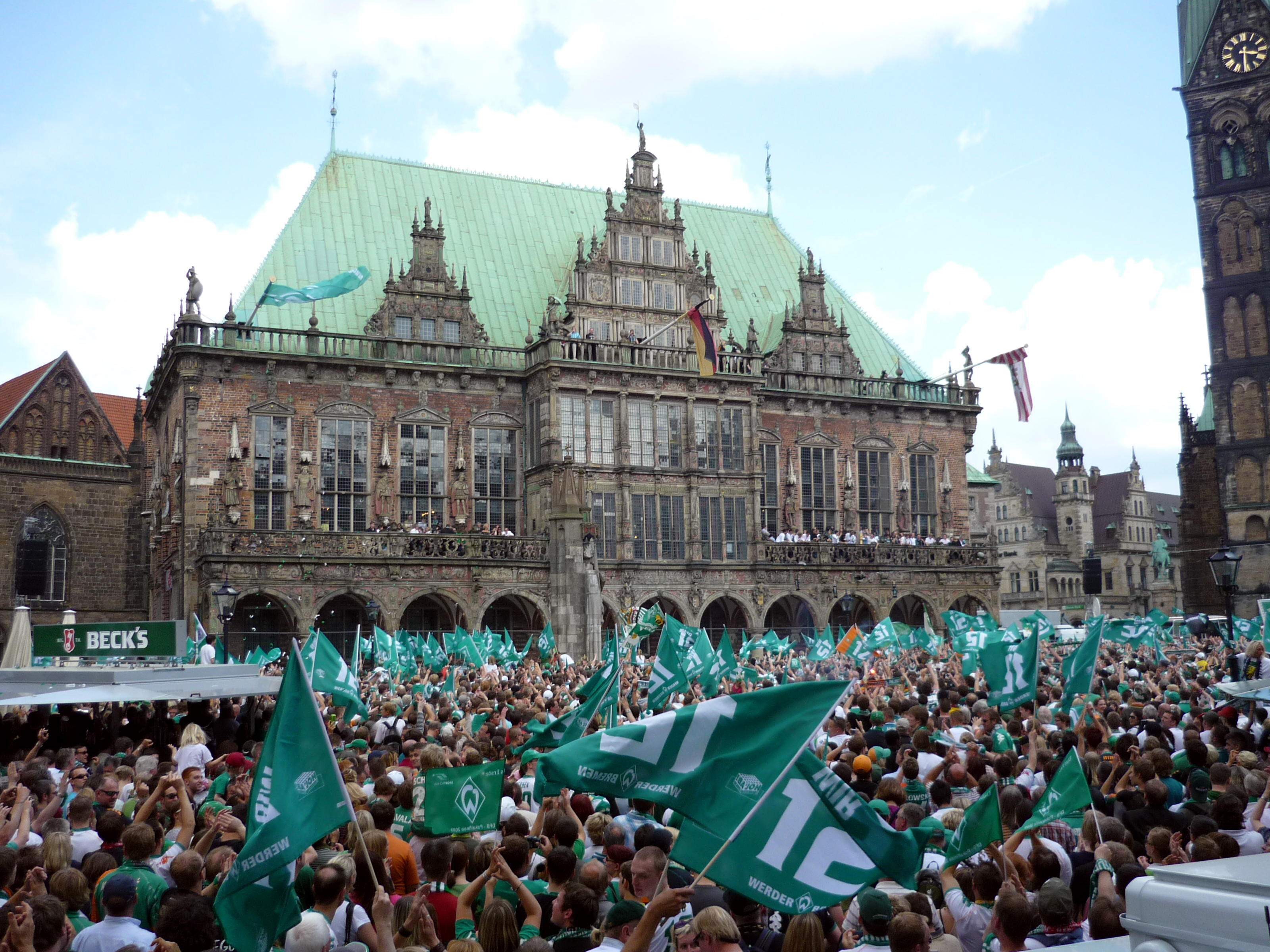
Болельщики «Вердера» празднуют победу в Кубке Германии в сезоне 2008/09

В 2009 году команда пробилась в финал Кубка УЕФА, но проиграла в овертайме донецкому «Шахтёру» — 1:2. Но зато выиграла в финале Кубка Германии у леверкузенского «Байера» — 1:0, завоевав 6-й кубок в своей истории.
В сезоне 2009/10, после ухода Диего и завершения карьеры Франка Баумана, «Вердер» вновь оказался в кризисе. Клуб начал испытывать некоторые финансовые трудности.
В ноябре 2012 года команду покинул спортивный директор Клаус Аллофс, перейдя на работу в «Вольфсбург», а его место занял Томас Айхин.
15 мая 2013 года главный тренер Томас Шааф покинул свой пост после 14 лет работы. Заняв 14-е место в Бундеслиге «Вердер» показал худший результат с момента возвращения в высший дивизион в сезоне 1981/1982. 27 мая было объявлено, что новым главным тренером команды станет Робин Дутт. В первый сезон при Дутте «Вердер» занял 12-е место в чемпионате и выбыл из розыгрыша Кубка Германии в первом раунде, проиграв «Саарбрюкену».
Сезон 2014/15 начался для команды крайне неудачно. Несмотря на победу в первом раунде Кубка Германии, «Вердер» не одержал ни одной победы в чемпионате за 9 туров. После домашнего поражения от «Кёльна» Робин Дутт был уволен с поста главного тренера «Вердера». 25 октября 2014 года Виктор Скрипник был представлен в качестве главного тренера команды. Смена тренера положительно сказалась на игре команды, были одержаны 4 победы в первых 5 играх. Уверенная игра продолжилась и после зимнего перерыва, «Вердер» одержал победы в первых четырёх матчах второй половины чемпионата и вклинился в борьбу за попадание в Лигу Европы, в которой участвовал вплоть до последнего тура, но, проиграв 2 последних матча, команда заняла лишь 10-е место.
В сезоне 2019/20 до предпоследнего тура клуб держался на 17-м месте, но по итогам последнего занимает 16-е место.
В первом стыковом матче «Вердер» и «Хайнденхайм» сыграли в ничью (0:0). Во втором стыковом матче эти команды также сыграли в ничью (2:2), но по правилам выездного гола «Вердер» остался в Бундеслиге.
В «пандемийном» сезоне 2020/21 «Вердер» занял 17-е место и впервые за 41 год вылетел из Бундеслиги. При этом в Кубке Германии «Вердер» был близок к первому за 10 сезонов финалу, но уступил «РБ Лейпциг» в полуфинале при пустых трибунах в дополнительное время, пропустив решающий мяч на 120-й минуте. 
В сезоне 2021/22 «Вердер» занял второе место во второй Бундеслиге и напрямую вышел в высший дивизион. В сезоне 2022/23 бременцы заняли 13-е место в Бундеслиге, при этом Никлас Фюллькруг стал лучшим бомбардиром турнира (вместе с Кристофером Нкунку из «РБ Лейпциг»), забив 16 мячей. В сезоне 2023/24 бременцы стал девятыми в Бундеслиге.

## Достижения

### Национальные
- Чемпионат Германии
  - Чемпион (4): 1965, 1988, 1993, 2004
  - Вице-чемпион (7): 1968, 1983, 1985, 1986, 1995, 2006, 2008

- Вторая Бундеслига
  - Победитель: 1981
  - Серебряный призёр: 2022

- Кубок Германии
  - Обладатель (6): 1961, 1991, 1994, 1999, 2004, 2009
  - Финалист (4): 1989, 1990, 2000, 2010

- Кубок немецкой лиги
  - Обладатель: 2006
  - Финалист (2): 1999, 2004

- Суперкубок Германии
  - Обладатель (3): 1988, 1993, 1994
  - Финалист: 1991

### Международные
- Кубок УЕФА
  - Финалист: 2009
- Кубок обладателей кубков УЕФА
  - Победитель: 1992
- Суперкубок УЕФА
  - Финалист: 1992
- Кубок Интертото
  - Победитель: 1998
- Малый Кубок мира
  - Финалист: 1970

## Хроника выступлений клуба, начиная с 1963 года
- 1963/1964 • 10-е место в Бундеслиге

Кубок ФРГ • Выбыл в 1-м раунде, проиграв ФК «Шальке 04» (0-2)
- 1964/1965 •  1-е место в Бундеслиге

 Чемпион Германии (1-й титул)
Кубок ФРГ • Выбыл в 1-м раунде, проиграв ФК «Майнц» (1-0)
- 1965/1966 • 4-е место в Бундеслиге

Кубок ФРГ • Выбыл в ¼ финала, проиграв ФК «Кайзерслаутерн» (3-1)
Кубок европейских чемпионов • Выбыл в 1-м раунде, проиграв ФК «Партизан» (3-0; 0-1)
- 1966/1967 • 16-е место в Бундеслиге

Кубок ФРГ • Выбыл во 2-м раунде, проиграв в переигровке ФК «Боруссия» (Нойнкирхен) (1-1; 1-2)
- 1967/1968 •  2-е место в Бундеслиге

Кубок ФРГ • Выбыл в 1-м раунде, проиграв ФК «Рёхлинг» (Фёльклинген) (4-2)
- 1968/1969 • 9-е место в Бундеслиге

Кубок ФРГ • Выбыл в ¼ финала, проиграв ФК «Кайзерслаутерн» (3-0)
- 1969/1970 • 11-е место в Бундеслиге

Кубок ФРГ • Выбыл во 2-м раунде, проиграв в переигровке по жребию ФК «Алемания» (Ахен) (1-1; 1-1)
- 1970/1971 • 10-е место в Бундеслиге

Кубок ФРГ • Выбыл в 1-м раунде, проиграв в дополнительное время ФК «Фортуна» (Дюссельдорф) (3-1)
- 1971/1972 • 11-е место в Бундеслиге

Кубок ФРГ • Выбыл в ½ финала, проиграв ФК «Кайзерслаутерн» (2-1; 2-1)
- 1972/1973 • 11-е место в Бундеслиге

Кубок ФРГ • Выбыл в ½ финала, проиграв ФК «Боруссия» (Мёнхенгладбах) (1-3; 2-4)
- 1973/1974 • 11-е место в Бундеслиге

Кубок ФРГ • Выбыл во 2-м раунде, проиграв ФК «Бавария» (1-2)
- 1974/1975 • 15-е место в Бундеслиге

Кубок ФРГ • Выбыл в ¼ финала, проиграв ФК «Дуйсбург» (0-2)
- 1975/1976 • 13-е место в Бундеслиге

Кубок ФРГ • Выбыл в 1-м раунде, проиграв ФК «Боруссия» (Мёнхенгладбах) (0-3)
- 1976/1977 • 11-е место в Бундеслиге

Кубок ФРГ • Выбыл в 4-м раунде, проиграв ФК «Юрдинген 05» (2-0)
- 1977/1978 • 15-е место в Бундеслиге

Кубок ФРГ • Выбыл в ½ финала, проиграв ФК «Кёльн» (1-0)
- 1978/1979 • 11-е место в Бундеслиге

Кубок ФРГ • Выбыл во 2-м раунде, проиграв ФК «Айнтрахт» (Франкфурт-на-Майне) (2-3)
- 1979/1980 • 17-е место в Бундеслиге → Вылет во Вторую Бундеслигу

Кубок ФРГ • Выбыл во 2-м раунде, проиграв ФК «Герта» (0-2)
- 1980/1981 •  1-е место во Второй Бундеслиге → Выход в Бундеслигу

Кубок ФРГ • Выбыл в 4-м раунде, проиграв ФК «Фортуна» (Дюссельдорф) (2-0)
- 1981/1982 • 5-е место в Бундеслиге

Кубок ФРГ • Выбыл в ¼ финала, проиграв в дополнительное время ФК «Бавария» (1-2)
- 1982/1983 •  2-е место в Бундеслиге

Кубок ФРГ • Выбыл во 2-м раунде, проиграв ФК «Гамбург» (3-2)
Кубок УЕФА • Выбыл в 3-м раунде, проиграв ФК «Данди Юнайтед» (2-1; 1-1)
- 1983/1984 • 5-е место в Бундеслиге

Кубок ФРГ • Выбыл в ½ финала, проиграв в дополнительное время ФК «Боруссия» (Мёнхенгладбах) (5-4)
Кубок УЕФА • Выбыл во 2-м раунде, проиграв ФК «Локомотив» (Лейпциг) (1-0; 1-1)
- 1984/1985 •  2-е место в Бундеслиге

Кубок ФРГ • Выбыл в ¼ финала, проиграв ФК «Юрдинген 05» (2-1)
Кубок УЕФА • Выбыл в 1-м раунде, проиграв ФК «Андерлехт» (1-0; 1-2)
- 1985/1986 •  2-е место в Бундеслиге

Кубок ФРГ • Выбыл в 3-м раунде, проиграв ФК «Штутгарт» (2-0)
Кубок УЕФА • Выбыл в 1-м раунде, проиграв ФК «Черноморец» (Одесса) (2-1; 2-3)
- 1986/1987 • 5-е место в Бундеслиге

Кубок ФРГ • Выбыл в 1-м раунде, проиграв в переигровке по пенальти ФК «Алемания» (Ахен) (0-0; 0-0; 7-6 пен.)
Кубок УЕФА • Выбыл в 1-м раунде, проиграв ФК «Атлетико» (Мадрид) (2-0; 1-2 д.в.)
- 1987/1988 •  1-е место в Бундеслиге

 Чемпион Германии (2-й титул)
Кубок ФРГ • Выбыл в ½ финала, проиграв ФК «Айнтрахт» (Франкфурт-на-Майне) (0-1)
Кубок УЕФА • Выбыл в ½ финала, проиграв ФК «Байер» (1-0; 0-0)
- 1988/1989 •  3-е место в Бундеслиге

Кубок ФРГ • Проиграл в финале ФК «Боруссия» (Дортмунд) (4-1)
Кубок европейских чемпионов • Выбыл в ¼ финала, проиграв ФК «Милан» (0-0; 0-1)
- 1989/1990 • 7-е место в Бундеслиге

Кубок ФРГ • Проиграл в финале ФК «Кайзерслаутерн» (3-2)
Кубок УЕФА • Выбыл в ½ финала, проиграв ФК «Фиорентина» (1-1; 0-0)
- 1990/1991 •  3-е место в Бундеслиге

Кубок ФРГ • Победил в финале по пенальти ФК «Кёльн» (1-1; 4-3 пен.)
Обладатель Кубка Германии (2-й титул)
- 1991/1992 • 9-е место в Бундеслиге

Кубок Германии • Выбыл в ½ финала, проиграв по пенальти ФК «Ганновер 96» (1-1; 6-5 пен.)
Кубок обладателей кубков УЕФА • Победил в финале ФК «Монако» (2-0)
 Обладатель Кубка обладателей Кубков УЕФА (1-й титул)
- 1992/1993 •  1-е место в Бундеслиге

 Чемпион Германии (3-й титул)
Кубок Германии • Выбыл в ¼ финала, проиграв в дополнительной время ФК «Кемницер» (2-1)
Кубок обладателей кубков УЕФА • Выбыл на 2-м этапе, проиграв ФК «Спарта» (Прага) (2-3; 0-1)
- 1993/1994 • 8-е место в Бундеслиге

Кубок Германии • Победил в финале ФК «Рот-Вайсс» (Эссен) (3-1)
Обладатель Кубка Германии (3-й титул)
Лига чемпионов УЕФА • Выбыл на групповом этапе
- 1994/1995 •  2-е место в Бундеслиге

Кубок Германии • Выбыл в 1-м раунде, проиграв в ФК «Бавария II» (2-1)
Кубок обладателей кубков УЕФА • Выбыл на 2-м этапе, проиграв ФК «Фейеноорд» (1-0; 4-3)
- 1995/1996 • 9-е место в Бундеслиге

Кубок Германии • Выбыл в 3-м раунде, проиграв в ФК «Нюрнберг» (3-2)
Кубок УЕФА • Выбыл в 3-м раунде, проиграв ФК «ПСВ» (2-1; 0-0)
- 1996/1997 • 8-е место в Бундеслиге

Кубок Германии • Выбыл в 3-м раунде, проиграв в ФК «Бавария» (3-1)
Кубок Интертото • Выбыл на групповом этапе
- 1997/1998 • 7-е место в Бундеслиге

Кубок Германии • Выбыл во 2-м раунде, проиграв ФК «Айнтрахт» (Франкфурт-на-Майне) (3-0)
Кубок Интертото • Выбыл на групповом этапе
- 1998/1999 • 13-е место в Бундеслиге

Кубок Германии • Победил в финале по пенальти ФК «Бавария» (1-1; 5-4 пен.)
Обладатель Кубка Германии (4-й титул)
Кубок УЕФА • Выбыл во 2-м раунде, проиграв ФК «Олимпик» (Марсель) (1-1; 2-3)
- 1999/2000 • 9-е место в Бундеслиге

Кубок Германии • Проиграл в финале ФК «Бавария» (0-3)
Кубок УЕФА • Выбыл в ¼ финала, проиграв ФК «Арсенал» (Лондон) (2-0; 4-2)
- 2000/2001 • 7-е место в Бундеслиге

Кубок Германии • Выбыл во 2-м раунде, проиграв ФК «Фрайбург» (1-0)
Кубок УЕФА • Выбыл в 3-м раунде, проиграв ФК «Бордо» (4-1; 0-0)
- 2001/2002 • 6-е место в Бундеслиге

Кубок Германии • Выбыл во 2-м раунде, проиграв по пенальти ФК «Юрдинген 05» (1-1; 4-3 пен.)
Кубок Интертото • Выбыл в 3-м раунде, проиграв ФК «Гент» (2-3; 1-0)
- 2002/2003 • 6-е место в Бундеслиге

Кубок Германии • Выбыл в ½ финала, проиграв ФК «Кайзерслаутерн» (3-0)
Кубок УЕФА • Выбыл в 3-м раунде, проиграв ФК «Витесс» (2-1; 3-3)
- 2003/2004 •  1-е место в Бундеслиге

 Чемпион Германии (4-й титул)
Кубок Германии • Победил в финале ФК «Алемания» (Ахен) (3-2)
Обладатель Кубка Германии (5-й титул)
Кубок Интертото • Выбыл в ½ финала, проиграв ФК «Пашинг» (4-0; 1-1)
- 2004/2005 •  3-е место в Бундеслиге

Кубок Германии • Выбыл в ½ финала, проиграв по пенальти ФК «Шальке 04» (2-2; 5-4 пен.)
Лига чемпионов УЕФА • Выбыл в 1/8 финала, проиграв ФК «Лион» (0-3; 7-2)
- 2005/2006 •  2-е место в Бундеслиге

Кубок Германии • Выбыл в ¼ финала, проиграв ФК «Санкт-Паули» (3-1)
Лига чемпионов УЕФА • Выбыл в 1/8 финала, проиграв ФК «Ювентус» (3-2; 1-2)
- 2006/2007 •  3-е место в Бундеслиге

Кубок Германии • Выбыл в 1-м раунде, проиграв по пенальти ФК «Пирмазенс» (1-1; 4-2 пен.)
Кубок УЕФА • Выбыл в ½ финала, проиграв ФК «Эспаньол» (3-0; 2-1)
- 2007/2008 •  2-е место в Бундеслиге

Кубок Германии • Выбыл в 3-м раунде, проиграв ФК «Боруссия» (Дортмунд) (2-1)
Кубок УЕФА • Выбыл в 1/8 финала, проиграв ФК «Рейнджерс» (2-0; 0-1)
- 2008/2009 • 10-е место в Бундеслиге

Кубок Германии • Победил в финале ФК «Байер 04» (0-1)
Обладатель Кубка Германии (6-й титул)
Кубок УЕФА • Проиграл в финале ФК «Шахтёр» (Донецк) (2-1)
- 2009/2010 •  3-е место в Бундеслиге

Кубок Германии • Проиграл в финале ФК «Бавария» (0-4)
Лига Европы УЕФА • Выбыл в 1/8 финала, проиграв ФК «Валенсия» (1-1; 4-4)
- 2010/2011 • 13-е место в Бундеслиге

Кубок Германии • Выбыл во 2-м раунде, проиграв ФК «Бавария» (2-1)
Лига чемпионов УЕФА • Выбыл на групповом этапе
- 2011/2012 • 9-е место в Бундеслиге

Кубок Германии • Выбыл в 1-м раунде, проиграв ФК «Хайденхайм» (2-1)
- 2012/2013 • 14-е место в Бундеслиге

Кубок Германии • Выбыл в 1-м раунде, проиграв в дополнительное время ФК «Пройссен» (Мюнстер) (4-2)
- 2013/2014 • 12-е место в Бундеслиге

Кубок Германии • Выбыл в 1-м раунде, проиграв в дополнительное время ФК «Саарбрюккен» (3-1)
- 2014/2015 • 10-е место в Бундеслиге

Кубок Германии • Выбыл в 3-м раунде, проиграв ФК «Арминия» (3-1)
- 2015/2016 • 13-е место в Бундеслиге

Кубок Германии • Выбыл в ½ финала, проиграв ФК «Бавария» (0-2)
- 2016/2017 • 8-е место в Бундеслиге

Кубок Германии • Выбыл в 1-м раунде, проиграв ФК «Шпортфройнде» (1-2)
- 2017/2018 • 11-е место в Бундеслиге

Кубок Германии •Выбыл в ¼ финала, проиграв в дополнительное время ФК «Байер 04» (4-2)
- 2018/2019 • 8-е место в Бундеслиге

Кубок Германии •Выбыл в ½ финала, проиграв ФК «Бавария» (3-2)
- 2019/2020 • 16-е место в Бундеслиге

Кубок Германии •Выбыл в ¼ финала, проиграв ФК «Айнтрахт» (Франкфурт-на-Майне) (2-0)
- 2020/2021 • 17-е место в Бундеслиге → Вылет во Вторую Бундеслигу

Кубок Германии • Выбыл в ½ финала, проиграв ФК «РБ Лейпциг» (1-2)
- 2021/2022 •  2-е место во Второй Бундеслиге → Выход в Бундеслигу

Кубок Германии • Выбыл в 1-м раунде, проиграв ФК «Оснабрюк» (2-0)

## Основной состав
| 1  | Флаг Германии  | Вр  | Михаэль Цеттерер                               | 1995 |  |  |  |  |  |
| 25 | Флаг Германии  | Вр  | Маркус Кольке                                  | 1990 |  |  |  |  |  |
| 30 | Флаг Германии  | Вр  | Мио Бакхаус                                    | 2004 |  |  |  |  |  |
| 37 | Флаг Болгарии  | Вр  | Стефан Смаркалев                               | 2007 |  |  |  |  |  |
|    |                |     |                                                |      |  |  |  |  |  |
| 2  | Флаг Бельгии   | Защ | Оливье Деман                                   | 2000 |  |  |  |  |  |
| 4  | Флаг Германии  | Защ | Никлас Штарк                                   | 1995 |  |  |  |  |  |
| 5  | Флаг Германии  | Защ | Амос Пипер                                     | 1998 |  |  |  |  |  |
| 8  | Флаг Германии  | Защ | Митчелл Вайзер                                 | 1994 |  |  |  |  |  |
| 22 | Флаг Аргентины | Защ | Хулиан Малатини                                | 2001 |  |  |  |  |  |
| 27 | Флаг Нигерии   | Защ | Феликс Агу                                     | 1999 |  |  |  |  |  |
| 31 | Флаг Германии  | Защ | Карим Кулибали                                 | 2007 |  |  |  |  |  |
| 32 | Флаг Австрии   | Защ | Марко Фридль (капитан)                         | 1998 |  |  |  |  |  |
| 33 | Флаг Германии  | Защ | Мик Шметгенс                                   | 2007 |  |  |  |  |  |
| 39 | Флаг Австрии   | Защ | Максимилиан Вёбер (в аренде из «Лидс Юнайтед») | 1999 |  |  |  |  |  |
|    |                |     |                                                |      |  |  |  |  |  |
| 6  | Флаг Дании     | ПЗ  | Йенс Стаге                                     | 1996 |  |  |  |  |  |

| 10 | Флаг Германии | ПЗ  | Леонардо Биттенкурт | 1993 |  |  |  |  |  |
| 14 | Флаг Бельгии  | ПЗ  | Сенне Линен         | 1999 |  |  |  |  |  |
| 19 | Флаг Бельгии  | ПЗ  | Самюэль Мбангюла    | 2004 |  |  |  |  |  |
| 20 | Флаг Австрии  | ПЗ  | Романо Шмид         | 2000 |  |  |  |  |  |
| 21 | Флаг Норвегии | ПЗ  | Исак Хансен-Орёэн   | 2004 |  |  |  |  |  |
| 24 | Флаг Хорватии | ПЗ  | Патрис Чович        | 2007 |  |  |  |  |  |
| 28 | Флаг Франции  | ПЗ  | Скелли Альверо      | 2002 |  |  |  |  |  |
| 34 | Флаг Германии | ПЗ  | Уэсли Аде           | 2007 |  |  |  |  |  |
| 35 | Флаг Германии | ПЗ  | Леон Опиц           | 2005 |  |  |  |  |  |
| 40 | Флаг Того     | ПЗ  | Дикени Салифу       | 2003 |  |  |  |  |  |
|    |               |     |                     |      |  |  |  |  |  |
| 9  | Флаг Германии | Нап | Кеке Топп           | 2004 |  |  |  |  |  |
| 11 | Флаг Германии | Нап | Джастин Нджинма     | 2000 |  |  |  |  |  |
| 17 | Флаг Австрии  | Нап | Марко Грюлль        | 1998 |  |  |  |  |  |
| 29 | Флаг Германии | Нап | Салим Муса          | 2006 |  |  |  |  |  |

### Игроки в аренде
| \| № \| \| Поз. \| Имя \| Год рождения \| \| -- \| \| ---- \| ------------------------------------------------ \| ------------ \| \| 18 \| \| Нап \| Давид Ковнацкий (в «Герте» до 30 июня 2026) \| 1997 \| \| \| \| ПЗ \| Наби Кейта (в «Ференцвароше» до 31 декабря 2025) \| 1995 \| |             |      |                                                  |              |
| № |             | Поз. | Имя                                              | Год рождения |
| 18 | Флаг Польши | Нап  | Давид Ковнацкий (в «Герте» до 30 июня 2026)      | 1997         |
| | Флаг Гвинеи | ПЗ   | Наби Кейта (в «Ференцвароше» до 31 декабря 2025) | 1995         |

## Рекордсмены

### Рекордсмены по количеству игр
|    | Игрок               | Период               | Матчи |
| -- | ------------------- | -------------------- | ----- |
| 1  | Дитер Бурденски     | 1972—1988            | 616   |
| 2  | Карл-Хайнц Камп     | 1970—1984            | 535   |
| 3  | Дитер Айльтс        | 1985—2002            | 516   |
| 4  | Марко Боде          | 1988—2002            | 495   |
| 5  | Джонни Оттен        | 1979—1993            | 493   |
| 6  | Хорст-Дитер Хёттгес | 1964—1978            | 485   |
| 7  | Мирко Вотава        | 1985—1996            | 481   |
| 8  | Оливер Рек          | 1985—1998            | 453   |
| 9  | Торстен Фрингс      | 1997—2002, 2005—2011 | 449   |
| 10 | Вернер Гёртс        | 1966—1978            | 427   |

### Рекордсмены по количеству голов
|    | Игрок           | Период                                     | Голы |
| -- | --------------- | ------------------------------------------ | ---- |
| 1  | Клаудио Писарро | 1999—2001, 2008—2012, 2015—2017, 2018—2020 | 152  |
| 2  | Франк Нойбарт   | 1982—1996                                  | 141  |
| 3  | Уве Райндерс    | 1977—1985                                  | 135  |
| 4  | Марко Боде      | 1988—2002                                  | 135  |
| 5  | Норберт Майер   | 1980—1989                                  | 129  |
| 6  | Руди Фёллер     | 1982—1987                                  | 119  |
| 7  | Аилтон          | 1998—2004                                  | 106  |
| 8  | Уинтон Руфер    | 1989—1995                                  | 104  |
| 9  | Арнольд Шюц     | 1955—1972                                  | 103  |
| 10 | Вернер Гёртс    | 1966—1978                                  | 92   |

## Тренерский штаб
| Должность                  | Имя                |
| -------------------------- | ------------------ |
| Главный тренер             | Оле Вернер         |
| Ассистент главного тренера | Ханнес Дрюс        |
| Тренер                     | Патрик Кольман     |
| Тренер                     | Том Цихон          |
| Тренер вратарей            | Кристиан Фандер    |
| Тренер по физподготовке    | Гюнтер Стоксрайтер |

## Стадион

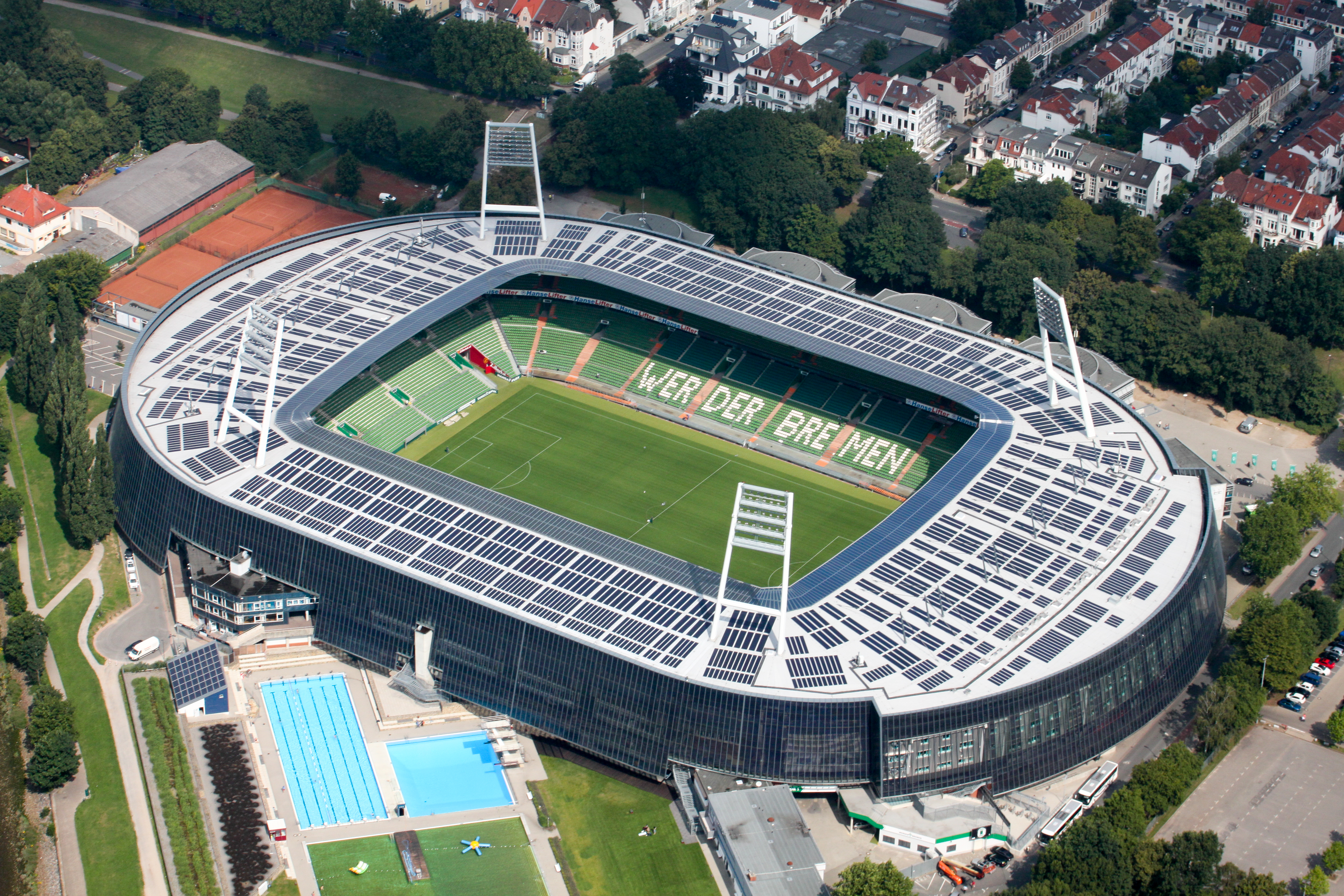
«Везерштадион»

«Везерштадион» (нем. Weserstadion) — многофункциональный стадион в Бремене, Германия. В настоящее время используется в основном для проведения футбольных матчей. Стадион расположен на северном берегу реки Везер, в окружении многочисленных парков, примерно в километре от центра города. Был построен в 1909 бременским гимнастическим союзом и спортивным союзом, как спортивная площадка, и после первой реконструкции в 1926 году переименован в спортивную арену ABTS. Сегодняшнее имя, связанное с местоположением стадиона возле реки Везер, стадион носит с 1930 года. С этого же времени «Вердер» проводит на нём свои домашние игры.

## Молодёжные команды

### Вердер II
Вторая команда «Вердера» с сезона 2023/24 выступает в Бремен-Лиге. В 2015—2018 годах команда выступала в Третьей лиге.

#### Текущий состав
| 1  | Флаг Германии                      | Вр  | Бен Койпер            | 2004 |  |  |  |  |  |
| 30 | Флаг Германии                      | Вр  | Йонас Хорш            | 1998 |  |  |  |  |  |
|    |                                    |     |                       |      |  |  |  |  |  |
| 3  | Флаг Германии                      | Защ | Матис Рихтер          | 2004 |  |  |  |  |  |
| 4  | Флаг Германии                      | Защ | Александер Хёк        | 2002 |  |  |  |  |  |
| 5  | Флаг Германии                      | Защ | Цимо Рёккер (капитан) | 1994 |  |  |  |  |  |
| 18 | Флаг Германии                      | Защ | Даниель Ихенду        | 2005 |  |  |  |  |  |
| 19 | Флаг Германии                      | Защ | Давид Кебе            | 2003 |  |  |  |  |  |
| 22 | Флаг Германии                      | Защ | Линус Урбан           | 2004 |  |  |  |  |  |
| 27 | Флаг Германии                      | Защ | Оле Шульц             | 2003 |  |  |  |  |  |
| 29 | Флаг Германии                      | Защ | Пауль Вагнер          | 2003 |  |  |  |  |  |
| 32 | Флаг Кабо-Верде                    | Защ | Эужениу Лопеш         | 2002 |  |  |  |  |  |
|    |                                    |     |                       |      |  |  |  |  |  |
| 6  | Флаг Германии                      | ПЗ  | Рикардо-Фелипе Шварц  | 2004 |  |  |  |  |  |
| 8  | Флаг Германии                      | ПЗ  | Микаил Полат          | 2003 |  |  |  |  |  |
| 10 | Флаг Германии                      | ПЗ  | Элмин Мекич           | 2004 |  |  |  |  |  |
| 13 | Флаг Китайской Народной Республики | ПЗ  | Ли Сяньчэн            | 2002 |  |  |  |  |  |

| 17 | Флаг Швейцарии                     | ПЗ  | Якоб Лёппинг     | 2003 |  |  |  |  |  |
| 21 | Флаг Германии                      | ПЗ  | Лиам Кюммриц     | 2004 |  |  |  |  |  |
| 24 | Флаг Германии                      | ПЗ  | Доминик Каспер   | 2004 |  |  |  |  |  |
| 25 | Флаг Германии                      | ПЗ  | Мика Айкхофф     | 2003 |  |  |  |  |  |
| 26 | Флаг Германии                      | ПЗ  | Тилль Винкельман | 2005 |  |  |  |  |  |
| 28 | Флаг США                           | ПЗ  | Итан Колер       | 2005 |  |  |  |  |  |
|    |                                    |     |                  |      |  |  |  |  |  |
| 2  | Флаг Китайской Народной Республики | Нап | Ван Бовэнь       | 2003 |  |  |  |  |  |
| 7  | Флаг Германии                      | Нап | Дэвис Асанте     | 2003 |  |  |  |  |  |
| 9  | Флаг Германии                      | Нап | Филипп Кюн       | 2003 |  |  |  |  |  |
| 11 | Флаг Канады                        | Нап | Ронан Крэтт      | 2003 |  |  |  |  |  |
| 14 | Флаг Эквадора                      | Нап | Хона Мина        | 2002 |  |  |  |  |  |
| 15 | Флаг США                           | Нап | Джоэл Имасуэн    | 2004 |  |  |  |  |  |
| 16 | Флаг Польши                        | Нап | Майк Лукович     | 1995 |  |  |  |  |  |
| 23 | Флаг Японии                        | Нап | Кэйн Сато        | 2001 |  |  |  |  |  |

## Женская команда
В начале 1970-х в «Вердере» существовал отдел женской команды, который в 1974 году приняла участие в финальном раунде чемпионата Германии, однако позже команда была расформирована. В 2006 году было принято решение о воссоздании команды. В 2007 году под руководством Бирте Брюггеман команда не потерпев ни одного поражения, не пропустив ни одного мяча и забив в 20 матчах 162 гола вышла из Бремен-Лиги в северную Регионаллигу. Год спустя она поднялась в северную вторую Бундеслигу, в которой с 2010 по 2013 годы занимала пятые места. В сезоне 2013/14 женский состав «Вердера» стал третьим.

## Болельщики
Болельщики «Вердера» имеют дружеские отношения с болельщиками клубов «Рот-Вайсс Эссен», «Кайзерслаутерн», «Штурм», «Слован (Либерец)», «Маккаби (Хайфа)», «Хапоэль Катамон».
Традиционными врагами являются «Гамбург», «Ганновер 96» и «Бавария». С «Гамбургом» «Вердер» борется за звание главной команды севера. Их противостояние носит название «Северное дерби». Соперничество с «Гамбургом» обострилось после трагедии, случившейся 16 октября 1982, когда 16-летний болельщик «Вердера» Адриан Малейка был убит в драке с праворадикальными фанатами «Гамбурга». с «Ганновером 96», которое называется «малым Северным дерби». Соперничество с «Баварией» обусловлено тем, что оба клуба в 1980-х и начале 1990-х годов регулярно сражались за высокие места в чемпионате Германии. Также существует соперничество с «Шальке 04», которое связано с переходами нескольких игроков «Вердера» (Оливер Рек, Франк Рост, Младен Крстаич, Аилтон, Фабиан Эрнст) в клуб из Гельзенкирхена в период с 1998 по 2005 год, и кроме этого, фанаты «Вердера», как и фанаты всех клубов Бундеслиги, выступают против «РБ».